# Hanns Schulz-Dornburg
Hanns Schulz-Dornburg (geboren am 4. März 1890; gestorben am 4. Oktober 1950 in Salzburg) war ein deutscher Theaterintendant.

## Leben
Hanns Schulz-Dornburg stammte aus einer Musikerfamilie, der Vater war Gesangslehrer an der Musikhochschule Köln, die Schwestern Else und Marie wurden Opernsängerinnen, der jüngere Bruder Rudolf machte als Dirigent Karriere.
Schulz-Dornburg war 1923/24 als Dramaturg und Regisseur am Theater Hannover engagiert, danach arbeitete er bis 1927 bei Walter Bruno Iltz als Oberspielleiter am Reußischen Theater Gera. 1928 inszenierte er an der Krolloper Berlin von Charles Gounod Der Arzt wider Willen. 1928/29 war er Intendant am Landestheater Coburg und ging dann für die nächsten Jahre an das Anhaltische Theater nach Dessau, wo er nach der Machtergreifung der Nationalsozialisten weiterwirken konnte. 
1935 wurde er zum Intendanten der Städtischen Bühnen in Kiel ernannt und blieb dies bis 1941. Seine Spielplangestaltung vermied nationalsozialistische Zeitstücke und aufgeladene Klassiker und setzte auf Lustspiele und Schwänke, was 1938 von Joseph Goebbels mit Missfallen registriert wurde.
Nach Kriegsende inszenierte Schulz-Dornburg 1945 an der von ihm geleiteten Freilichtbühne am Waldsee in Berlin-Zehlendorf Shakespeares Ein Sommernachtstraum. 1948 ging er ans Badische Staatstheater nach Karlsruhe, wegen der nachkriegsbedingten ökonomischen Lage des Theaters zog er 1950 weiter an das Landestheater Salzburg, starb aber, bevor er dort zur Wirkung kam.